# Шенкон
Шенкон (нім. Schenkon) — громада  в Швейцарії в кантоні Люцерн, виборчий округ Зурзее.

## Географія
Громада розташована на відстані близько 60 км на північний схід від Берна, 19 км на північний захід від Люцерна.
Шенкон має площу 6,7 км², з яких на 17,9% дозволяється будівництво (житлове та будівництво доріг), 64,7% використовуються в сільськогосподарських цілях, 16,5% зайнято лісами, 0,9% не є продуктивними (річки, льодовики або гори).

## Демографія
2019 року в громаді мешкало 3024 особи (+18,5% порівняно з 2010 роком), іноземців було 7,6%. Густота населення становила 449 осіб/км².
За віковим діапазоном населення розподілялося таким чином: 20,6% — особи молодші 20 років, 64% — особи у віці 20—64 років, 15,5% — особи у віці 65 років та старші. Було 1253 помешкань (у середньому 2,4 особи в помешканні).
Із загальної кількості 1095 працюючих 91 був зайнятий в первинному секторі, 279 — в обробній промисловості, 725 — в галузі послуг.